# Centrolene robledoi
Centrolene robledoi es una especie de anfibio anuro de la familia Centrolenidae. Se encuentra en Colombia. La pérdida de su hábitat natural es la principal amenaza a su conservación.